# فينبروبوريكس
فينبروبوريكس (بالإنجليزية: Fenproporex)‏ دواءٌ منبهٌ من أصناف الفِنيثيلينات والأمفيتامينات التي صُنعت في الستينيات، ويُستعمَل مُقهِمًا لعلاج السِّمنة.
يُنتِج فينبروبوريكس الأمفيتامين مُستقلَبًا وسُحِب في بلدان لمُعاقرته ويوصف طبيًّا في بلدان.